# Ping pong (Gianni Drudi)
Ping pong è un album in studio di Gianni Drudi, pubblicato nel 2001.

## Tracce
1. Ping pong (radio)
2. Fiky Fiky (reggae)
3. Qui per caso
4. Roma di notte
5. Piccolo fiore
6. Ping pong (dance)

Dalla 7 alla 12: basi